# Алтыуй
Алтыуй (каз. Алтыүй) — село в Панфиловском районе Жетысуской области Казахстана. Административный центр Бирликского сельского округа. Находится примерно в 8 км к востоку-северо-востоку (ENE) от города Жаркент, административного центра района. Код КАТО — 195637100.

## Население
В 1999 году население села составляло 3505 человек (1762 мужчины и 1743 женщины). По данным переписи 2009 года, в селе проживало 3697 человек (1865 мужчин и 1832 женщины).